# Hermeskeil
Hermeskeil là một đô thị thuộc trong huyện Trier-Saarburg thuộc bang Rheinland-Pfalz, phía tây nước Đức. Đô thị này có diện tích 20,85 km², dân số thời điểm ngày 31 tháng 12 năm 2006 là 5698 người. Đô thị này tọa lạc ở Hunsrück, cự ly khoảng 25 km về phía đông nam của Trier.
Hermeskeil là thủ phủ của Verbandsgemeinde ("cộng đồng đô thị") Hermeskeil. 